# Lindenbeinscher Turm

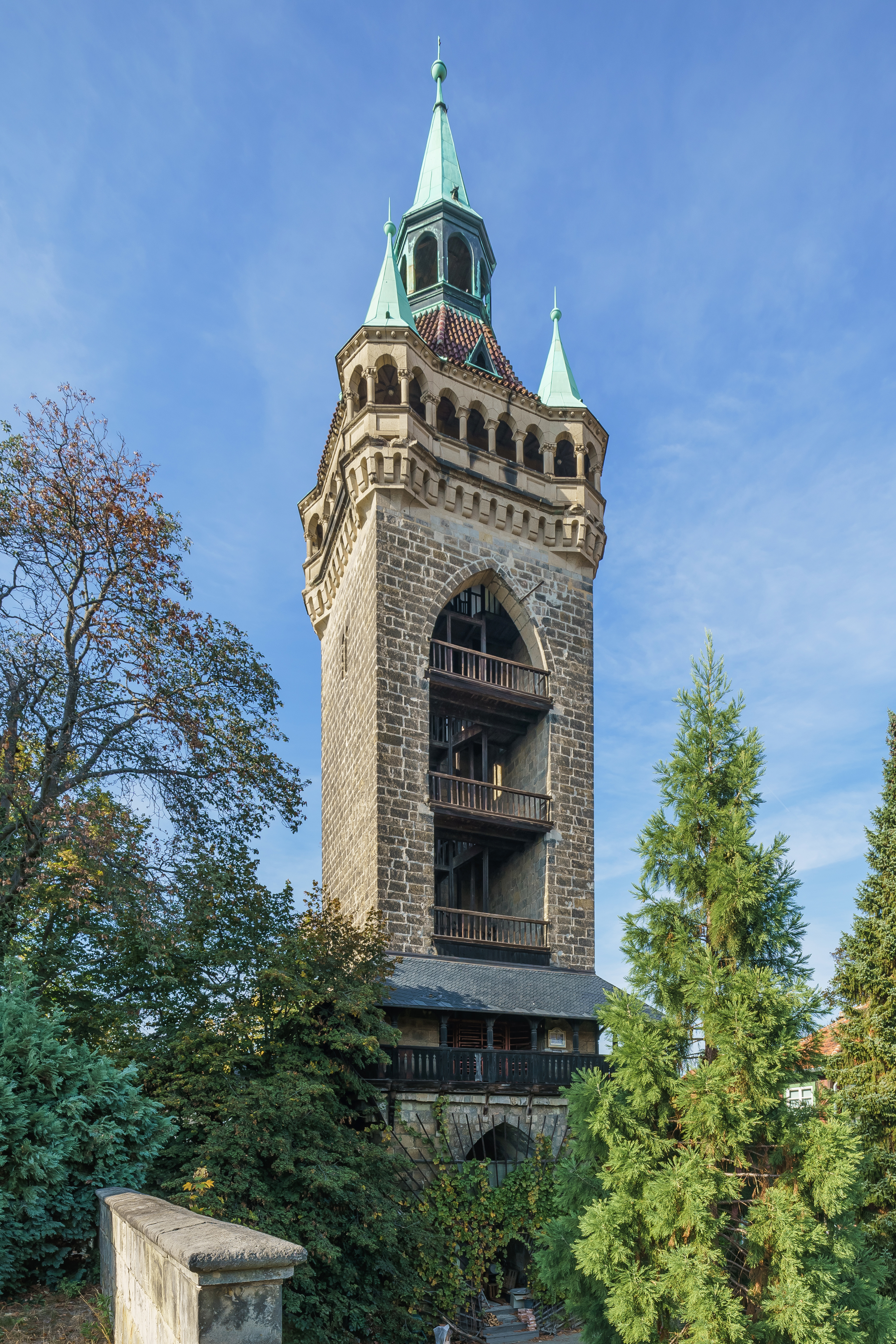
Blick von der Stadtseite

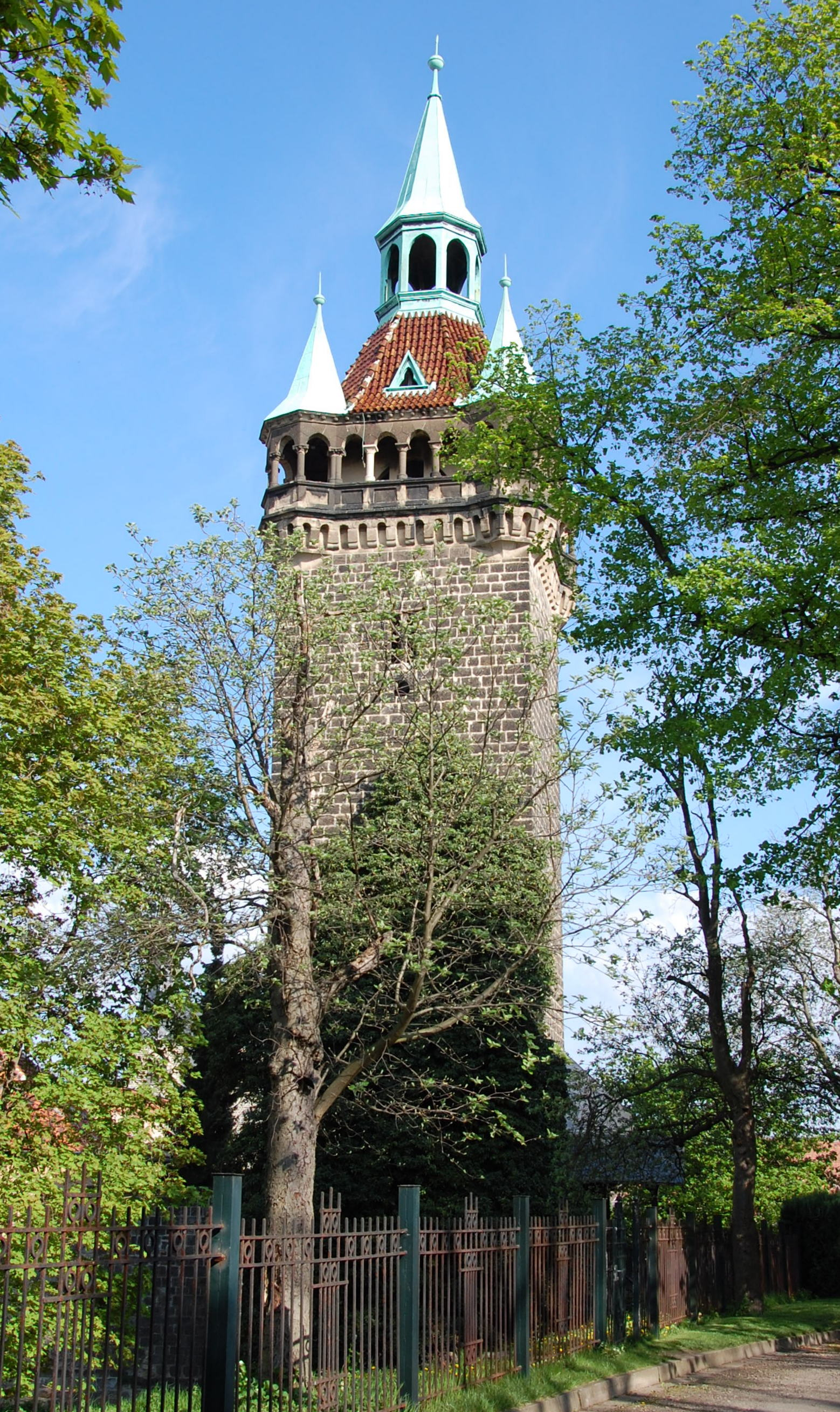
Lindenbeinscher Turm, Blick von Westen

Der Lindenbeinsche Turm, auch Lindenbeinturm, Hoher Turm oder Sternkiekerturm ist ein mittelalterlicher Wehrturm der denkmalgeschützten Stadtbefestigung der Stadt Quedlinburg in Sachsen-Anhalt.

## Lage
Der Turm befindet sich unmittelbar nördlich der Lindenbeinschen Villa im westlichen Teil der alten Stadtbefestigung der historischen Quedlinburger Altstadt, östlich der Wallstraße.

## Geschichte und Architektur
Der Turm ist 42 Meter hoch. Zur Stadtseite hin ist der Turm offen, dies war ursprünglich auch bei den anderen Wehrtürmen Quedlinburgs der Fall. Ende des 19. Jahrhunderts wurde der Turm im Stil des Historismus umgebaut. Er erhielt im Geschmack der Zeit eine romantische Bekrönung mit einer Aussichtsgalerie. Der Name geht auf den Unternehmer Georg Lindenbein zurück, der 1898 die benachbarte Villa errichten ließ und, für seine Ehefrau, auch den Umbau des Turms veranlasste.
Er dient heute als höchster Aussichtsturm Quedlinburgs. Der Zugang ist nur über das Gelände der benachbarten, als Schlosshotel Zum Markgrafen betriebenen Lindenbeinschen Villa möglich.